# 阿克贝特
51°38′37″N 70°02′25″E / 51.64369°N 70.04018°E
阿克贝特是哈萨克斯坦阿克莫拉州的一个城镇，距离首都阿斯塔納约110公里，海拔312米。